# Franz von Felbinger

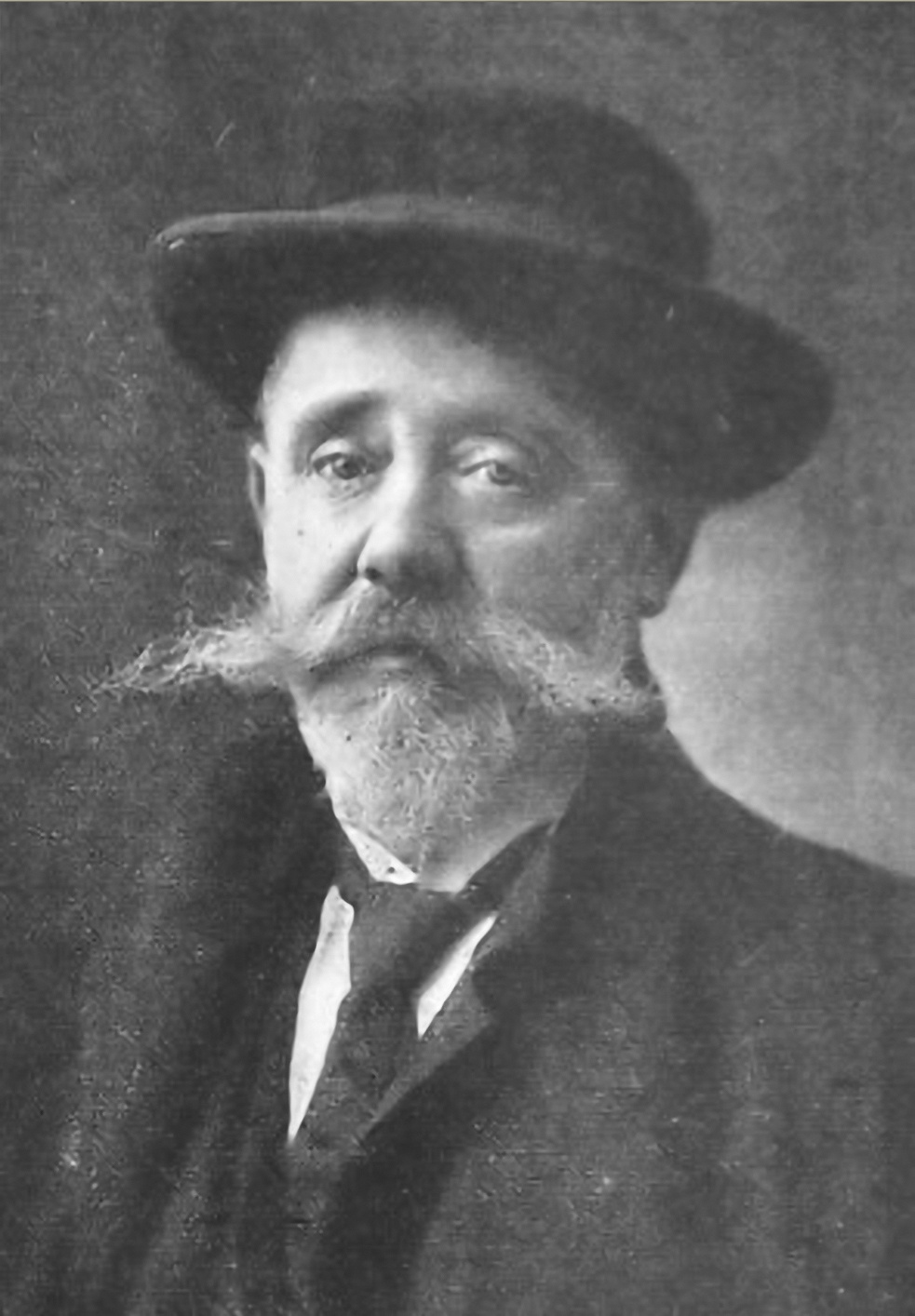
Franz Felbinger

Franz Felbinger, ab Februar 1870 Franz Ritter von Felbinger (* 8. Juli 1844 in Hainburg an der Donau; † 15. Juli 1906 in Trebitsch, Mähren, heute Tschechien) war ein österreichischer Techniker, Industrieller und Maler.

## Leben
Franz Felbinger war der Sohn von Karl Felbinger (* 9. oder 10. Februar 1809 in Hainburg; † 30. Jänner 1900 in Wien), der 1870 als Vizedirektor der k.k. Central-Direction der Tabak-Fabriken und Einlösungsämter (Wien-Innere Stadt, Seilerstätte 7) gemäß den Statuten des Ordens der eisernen Krone in den erblichen Ritterstand erhoben wurde. Seine Mutter war Wilhelmine, geb. Eck(h)art (* 27. Mai 1822 in Wynnyky; † 10. September 1894 in Wien), sein Großvater mütterlicherseits ebenfalls bei der Tabakverwaltung beschäftigt. Die Dialektdichterin Amalie Felbinger-Wlassak war seine Schwester.
Felbinger studierte am Wiener Polytechnikum (heute: Technische Universität Wien) und wurde Ingenieur. Nach dem Studium war er Volontär bei größeren Bauführungen und in einer Maschinenfabrik. Anschließend war er mehrere Jahre als Konstrukteur in den Vereinigten Staaten tätig. Nach seiner Rückkehr 1872 übernimmt er den Entwurf und die Errichtung der ab 1873 über die Nordflanke des Leopoldsbergs Richtung Kahlenberg führenden Standseilbahn. Im Jahre 1873 veröffentlichte er ein Projekt für eine pneumatische Leichenbeförderung zum Wiener Zentralfriedhof, welches aus Pietätsgründen nicht umgesetzt wird. Ab 1874 erbaut er eine 1875 in Betrieb gehende Rohrpostanlage in Wien, deren maschinelle Einrichtung seine eigene Erfindung war. Er erhält eine Berufung von Generalpostmeister Heinrich von Stephan nach Berlin, wo im Dezember 1876 das Netz der Rohrpost in Berlin eröffnet wird. Man übertrug ihm auch den Bau von Rohrpostanlagen in München und Hamburg sowie die Ausführung von sogenannten Hausrohrposten in anderen Städten.
Nach seiner Vermählung mit der Tochter des Stadtbaumeisters Werner in Brünn siedelte er sich in Mähren an. In Brünn wendete er als erster das elektrische Licht an. In Schöllschitz (Želešice) im Tal der Obrawa (Bobrava) richtet er 1876 ein Musterlandgut mit Hühnermast- und Schweinezucht-Anstalt, Forellen- und Krebszucht-Anlagen und anderen Neuerungen ein. Seine Mauergärten mit Weinanbau und Südfrüchten waren bekannt, seine Obstkonservierungsräume und die Kelleranlagen wurden von Fachleuten übereinstimmend als mustergültig bezeichnet und die Erzeugnisse auf unterschiedlichen Ausstellungen prämiert.
Später studierte er Malerei an der Akademie der Bildenden Künste in München bei Fritz von Uhde und in Brünn bei Emil Pirchan. Er schuf vor allem Historiengemälde und Porträts und trat damit Anfang der 1880er Jahre vor allem in Brünn an die Öffentlichkeit. Da er als erster die moderne Richtung der Plein-air-Malerei vertrat erregten seine Werke anfangs heftigen Widerspruch, jedoch steigerte sich sein Erfolg allmählich, nachdem seine Künstlerschaft in den deutschen Ausstellungen unbestritten anerkannt wurde. Werke hingen in der Gomperz-Galerie in Brünn und im ebenfalls dort befindlichen Franzensmuseum befand sich ein Selbstporträt, das wie ein lebensechtes Spiegelbild wirkte. Seine hervorragendsten Werke sind „Die Armut“ und „Ein Verlorener“. Felbinger war auch Mitglied der Münchner Künstlergenossenschaft.
1897 errichtete er eine Dörrgemüsefabrik und erhielt dafür die Goldene Medaille des Brünner Gewerbevereins und den Hoflieferantentitel. Außerdem führte er den feldmäßigen Gemüseanbau ein.
Felbinger starb an den Folgen einer Blutvergiftung und wurde auf dem Friedhof von Schöllschitz begraben, wo noch immer sein – nur mit „Felbinger“ – beschriebener Grabstein steht.
Sein Sohn, Karl Ritter von Felbinger (1877–1936), führte das Unternehmen bis 1919 weiter. Nach dem Tode von Friedrich Wannieck (1838–1919) übernahm Franz Ritter von Felbinger u. Co noch dessen Victoria Baumschulen. Nach dem Krieg kam es wegen des großen Engagements als Kriegslieferant zur Liquidierung des Unternehmens im Jahre 1920.

## Ehrungen
- k.u.k. Hoflieferant
- Ritter des preußischen Kronen-Ordens III. Klasse
- Besitzer des goldenen Verdienstkreuzes
- Ehrenbürger von Schöllschitz